# 煙雲洞遺址
煙雲洞遺址位於四川省綿陽市北川縣，文物遺址年代判定為舊石器時代。2012年7月16日公佈為第八批四川省文物保護單位。

## 簡介[2]
煙雲洞遺址位於四川省綿陽市北川羌族自治縣桂溪鄉金寶村猿王洞風景區內，該地區屬於岩溶地區，洞穴較多，古生物化石埋藏十分豐富。1989年，在煙雲洞附近挖出一批動物化石，其中有人類左下門齒化石一枚，豪豬、熊、大熊貓、東方劍齒象、華南巨貘、中國犀、豬、鹿等多個種類哺乳動物牙齒若干枚。經中國科學院古脊椎動物研究所鑒定，這批化石屬更新世晚期，人類系晚期智人。且大熊貓化石也是給地區首次發現。這次化石的出現，把這一地區的人類歷史提早了一、二萬年。該發掘出土的化石標本之中，最後斑鬣狗、四川猴、四川麂、水鼩、無頸鬃豪豬、咬洞竹鼠是更新世中晚期的屬種，已無現生屬科。亞洲黑熊、鹿、水鹿、掃尾豪豬、鼬類是更新世的屬科，但仍存在現生屬種。赤麂是更新世中期屬科，存在現生屬種。野豬是更新世晚期屬科，存在現生屬種。總體上來說，煙雲洞舊石器時代遺址出土的哺乳動物化石其生存年代應該在更新世晚期。由此推斷該遺址的年代距今約23萬年。該遺址為四川地區舊石器時代考古研究提供了一批重要資料。2002年，北川縣人民政府公佈為縣級文物保護單位。